# Опалениця (гміна)
Гміна Опалениця (пол. Gmina Opalenica) — місько-сільська гміна у північно-західній Польщі. Належить до Новотомиського повіту Великопольського воєводства.
Станом на 31 грудня 2011 у гміні проживало 16098 осіб.

## Територія
Згідно з даними за 2007 рік площа гміни становила 147.69 км², у тому числі:
- орні землі: 67.00%
- ліси: 25.00%

Таким чином, площа гміни становить 14.60% площі повіту.

## Населення
Станом на 31 грудня 2011:
| Опис     | Загалом | Загалом | Чоловіки | Чоловіки | Жінки | Жінки |
| -------- | ------- | ------- | -------- | -------- | ----- | ----- |
| одиниця  | осіб    | %       | осіб     | %        | осіб  | %     |
| все      | 16098   | 100     | 7915     | 49.17    | 8183  | 50.83 |
| міське   | 9457    | 100     | 4610     | 48.75    | 4847  | 51.25 |
| сільське | 6641    | 100     | 3305     | 49.77    | 3336  | 50.23 |

## Сусідні гміни
Гміна Опалениця межує з такими гмінами: Бук, Ґраново, Ґродзіськ-Велькопольський, Душники, Куслін, Новий Томишль.